# Sélim Ben Abdesselem
Sélim Ben Abdesselem (arabe : سليم بن عبد السلام), né le 10 octobre 1970 à Tunis, est un homme politique tunisien.

## Biographie
Né d'un père tunisien et d'une mère française, il effectue des études secondaires au lycée d'El Omrane avant de passer son baccalauréat au lycée Pierre-Mendès-France. Durant ses études de droit en France, il acquiert une double spécialité en droits de l'homme et en droit social.
Il travaille ensuite au sein de France terre d'asile et comme assistant parlementaire de plusieurs députées de gauche à l'Assemblée nationale. Avocat en droit du travail, il rejoint la section française d'Ettakatol après la révolution de 2011.
Lors de l'élection de l'assemblée constituante, le 23 octobre 2011, il est élu dans la circonscription France 1 en tant que représentant d'Ettakatol, dont il démissionne toutefois le 9 octobre 2012 pour rejoindre temporairement Nidaa Tounes en juillet 2013.

## Distinctions
En 2014, il reçoit les insignes de chevalier de l'Ordre tunisien du Mérite.

## Publications
- La parenthèse de la constituante, t. 1 : Du rêve au cauchemar, Tunis, Nirvana, 2018, 426 p. (ISBN 978-9938940299).
- La parenthèse de la constituante, t. 2 : De la fracture au compromis, Tunis, Nirvana, 2018, 426 p. (ISBN 978-9938940305)[7]